# Gheorghe Manu (general)
Gheorghe Manu (alternativ George Manu; n. 26 iulie 1833, București – d. 16 mai 1911, București) a fost un general și om de stat român, ministru de Război în mai multe guverne, cel de-al șaptesprezecelea premier al României. A deținut funcția de Președinte al Consiliului de Miniștri între 1889 și 1891.

## Biografie

### Familie
A fost fiul fostului agă și caimacam al Valahiei Iancu Manu; mama sa, Ana Ghica a fost una din fiicele marelui ban Alexandru Ghica.
Manu era descendent direct al domnitorului Constantin Brâncoveanu.

### Studii, carieră
După studii militare în Prusia, la Potsdam, a fost sublocotenent în armata prusacă (1853). Întors în țară in 1858, a fost însărcinat cu organizarea artileriei române. Cu gradul de colonel, a fost ministru de Război în guvernele Dimitrie Ghica și Manolache Costache Epureanu (1869-1870). A fost primar al Bucureștiului intre 1874 si 1877. Cu gradul de general, s-a distins în Războiul de independență, fiind primul român decorat cu Virtutea Militară (1877), ordin înființat de Prințul Carol.
Comandant de divizie în Războiul de independență, a obținut în februarie 1878 capitularea Vidinului.
După război a fost unul dintre fruntașii Partidului Conservator.
A fost inspector al artileriei până în 1888, ministru de Război în guvernele Teodor Rosetti și Lascăr Catargiu (1888-1889) și președinte al Camerei Deputaților (1891-1895).

## Galerie imagini

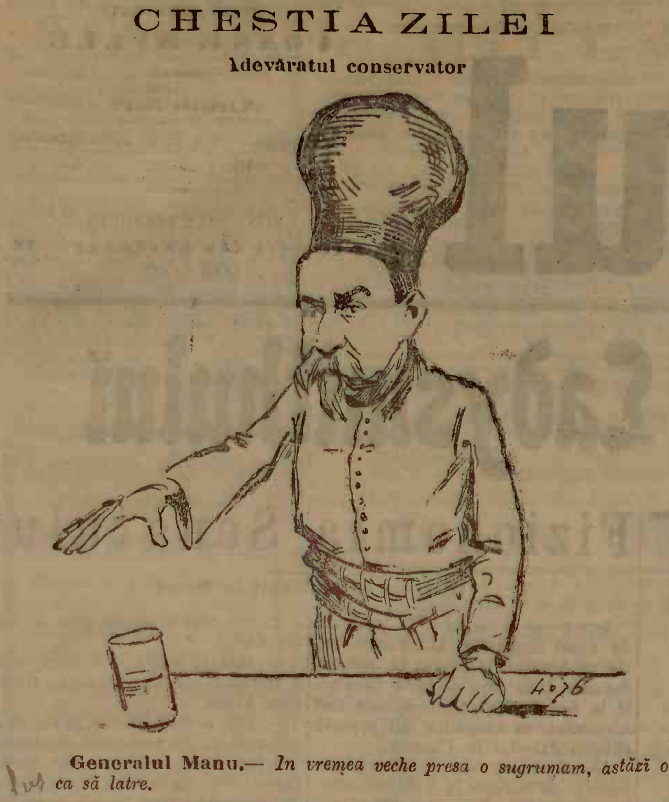
Caricatură reprezentându-l pe generalul Gh. Manu, apărută în Ziarul Adevărul în 1899

Caricaturi de Nicolae S. Petrescu-Găină
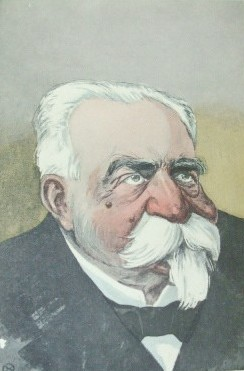
Gheorghe Manu
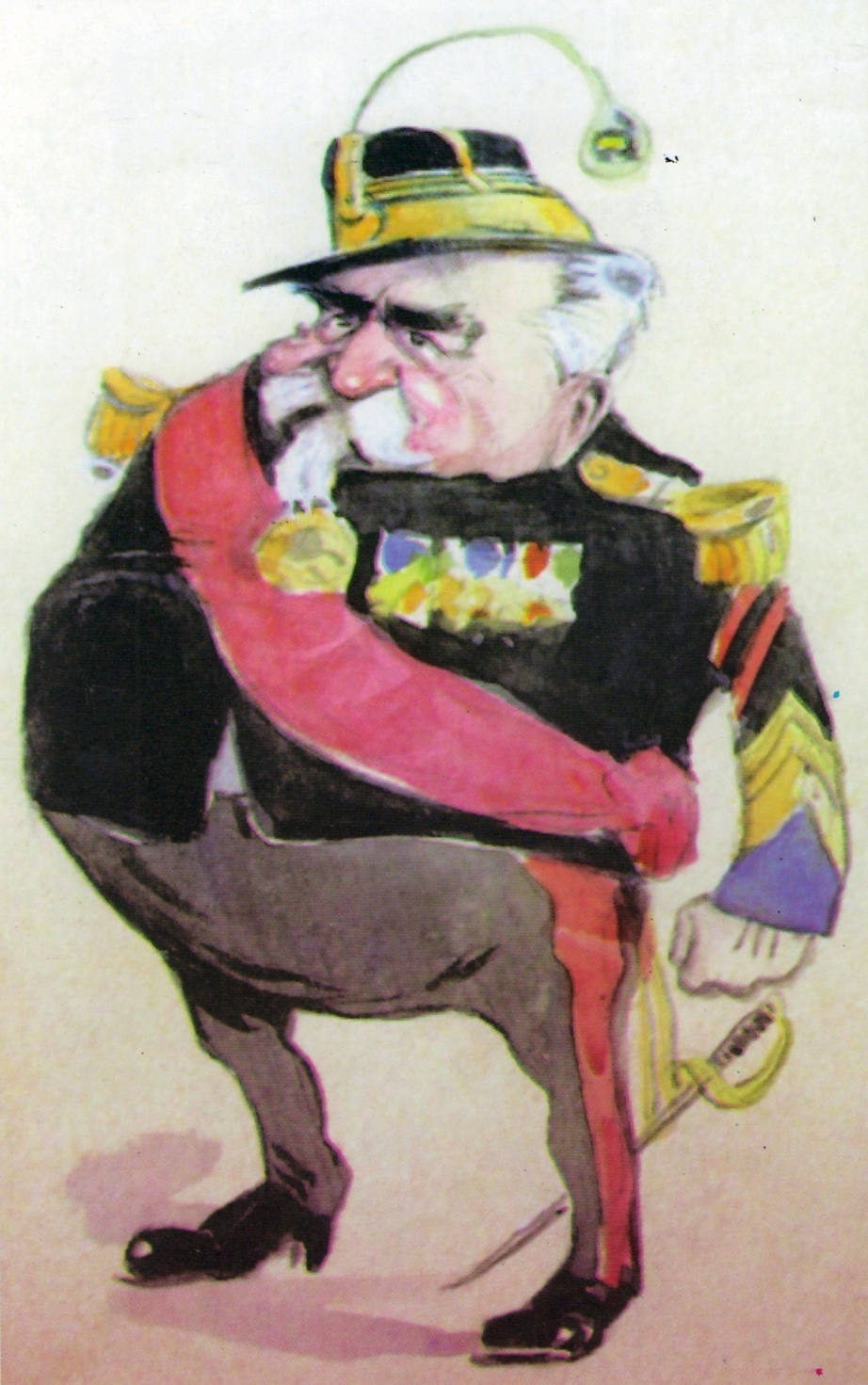
Ministru de Interne
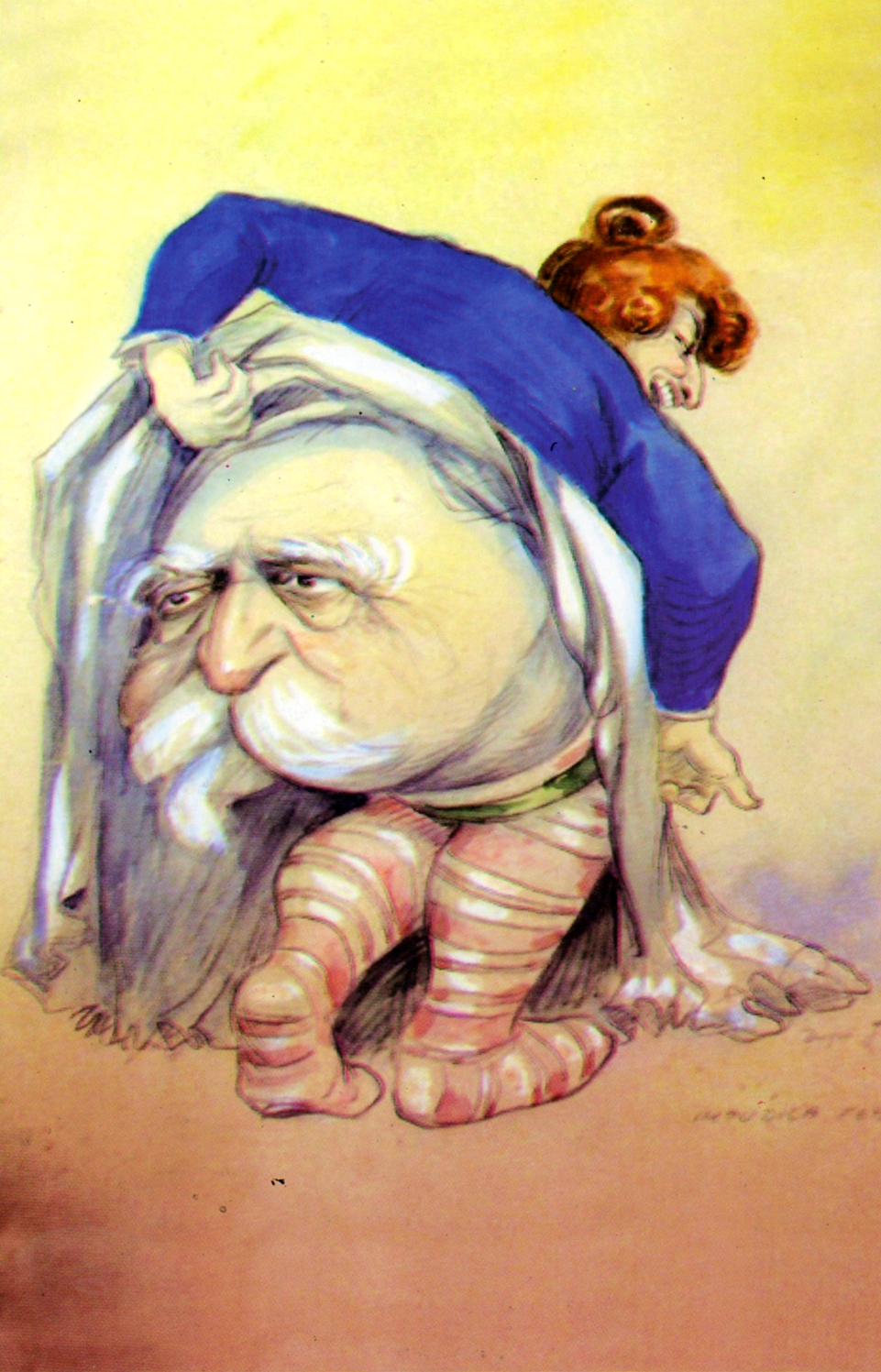
Prefect al poliției capitalei
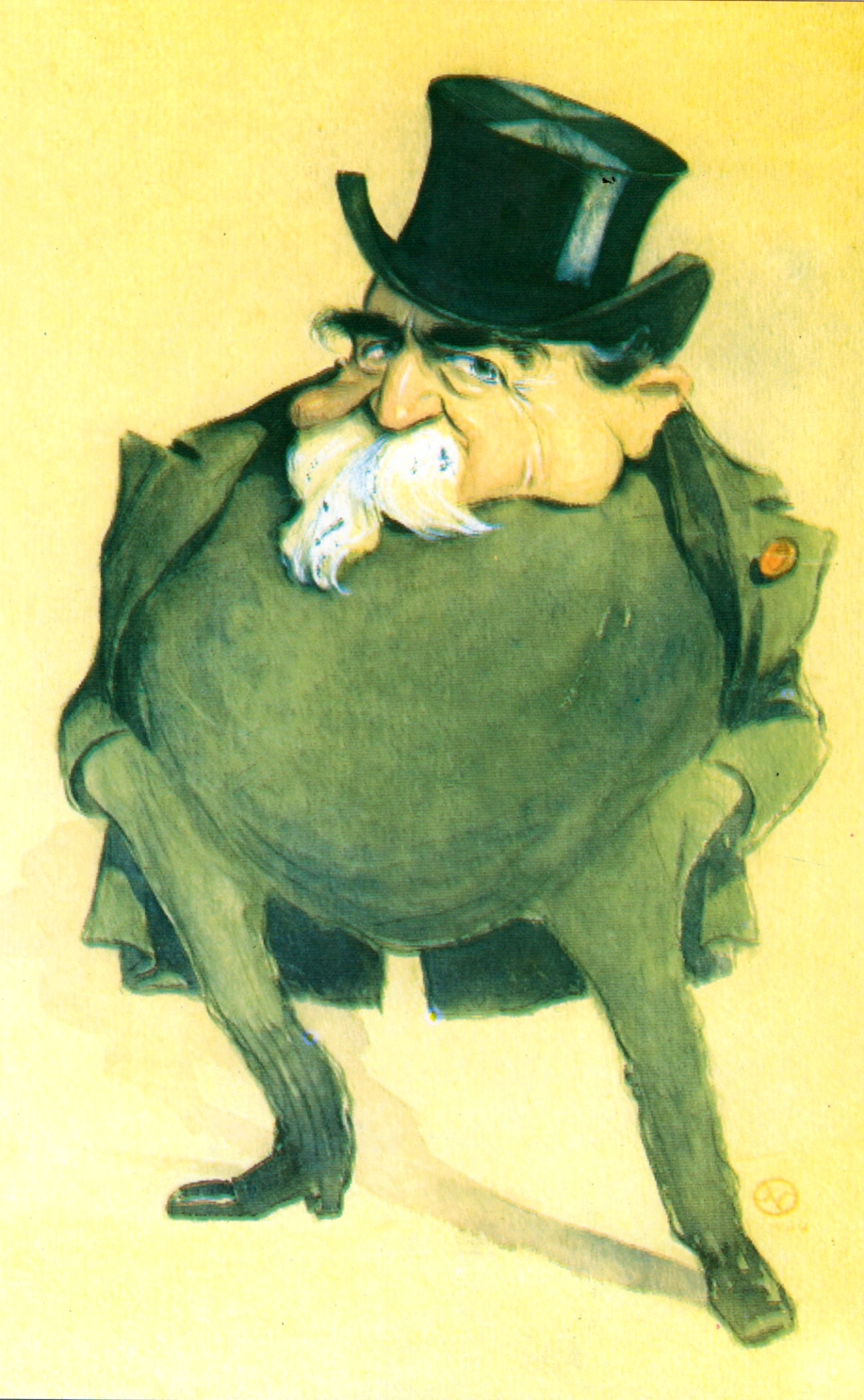
Civil...